# Illita
La illita es un mineral de la clase 9 silicatos, según la clasificación de Strunz, del grupo de las micas. Es una arcilla no expansiva, micácea. La illita es un filosilicato o silicato laminar. 
Estructuralmente la illita es bastante similar a la moscovita o a la sericita con algo más de silicio, magnesio, hierro, y agua; y ligeramente menos aluminio tetrahédrico y potasio interlaminar. 
La fórmula química es (K,H3O)(Al, Mg, Fe)2(Si, Al)4O10[(OH)2,(H2O)], pero hay además considerable sustitución iónica. Se produce como agregados de pequeños cristales monoclínicos grises a blancos. Debido a su pequeño tamaño, la identificación certera usualmente requiere análisis de difracción de rayos X. La illita es un producto de la alteración o meteorización de la moscovita y el feldespato en ambiente de meteorización hídrica y térmica. Es común en sedimentos, suelos, rocas arcillosas sedimentarias, y en rocas metamórficas. Se diferencia de la glauconita en sedimentos por análisis de rayos X.
La illita fue descrita en Maquoketa en Calhoun County, Illinois, EE. UU., en 1937. 

## Etimología
El nombre deriva de Illinois. La illita también se nombra como hidromica o hidromoscovita. La bramallita es una análoga rica en sodio.